# Çelikli, Artova
Çelikli là một thị trấn thuộc huyện Artova, tỉnh Tokat, Thổ Nhĩ Kỳ. Dân số thời điểm năm 2011 là 1.318 người.